# 霍山郡
霍山郡，中国隋朝时设置的郡。
义宁元年（617年），治所在霍邑县（即今山西省霍州市）。辖境相当今霍州、灵石等市县地。唐朝武德元年（618年）改置为吕州。